# Championnats du Sénégal de cyclisme sur route
Les championnats du Sénégal de cyclisme sur route sont les championnats nationaux de cyclisme sur route organisés par la Fédération sénégalaise de cyclisme .

## Palmarès des championnats

### Élites Hommes
| Année | Vainqueur          | Deuxième              | Troisième       |
| ----- | ------------------ | --------------------- | --------------- |
| 1965  | Anselme Cabrita    |                       |                 |
| 1966  | Anselme Cabrita    |                       |                 |
| 1967  | Anselme Cabrita    |                       |                 |
| 1968  | Anselme Cabrita    |                       |                 |
| 1969  | Auguste N'Zalle    |                       |                 |
| 1970  | Auguste N'Zalle    |                       |                 |
| 1971  | Mandiaye Seck      |                       |                 |
| 1972  | Carlos Barbosa     |                       |                 |
| 1973  | Carlos Barbosa     |                       |                 |
| 1974  | Henri Dalomba      |                       |                 |
| 1975  | Rodrigue Mathieu   |                       |                 |
| 1976  | Rodrigue Mathieu   |                       |                 |
| 1977  | Rodrigue Mathieu   |                       |                 |
| 1978  | Rodrigue Mathieu   |                       |                 |
| 1979  | Rodrigue Mathieu   |                       |                 |
| 1980  | Rodrigue Mathieu   |                       |                 |
| 1981  | Rodrigue Mathieu   |                       |                 |
| 1982  | Nelson Rhadim      |                       |                 |
| 1983  | Nelson Rhadim      |                       |                 |
| 1984  | Nelson Rhadim      |                       |                 |
| 1985  | Nelson Rhadim      |                       |                 |
| 1986  | Nelson Rhadim      |                       |                 |
| 1987  | Nelson Rhadim      |                       |                 |
| 1988  | Nelson Rhadim      |                       |                 |
| 1989  | Nelson Rhadim      |                       |                 |
| 1990  | Nelson Rhadim      |                       |                 |
| 1991  | Nelson Rhadim      |                       |                 |
| 1992  | Nelson Rhadim      |                       |                 |
| 1993  | Nelson Rhadim      |                       |                 |
| 1994  | Nelson Rhadim      |                       |                 |
| 1995  | Nelson Rhadim      |                       |                 |
| 1997  | Nelson Rhadim      |                       |                 |
| 1998  | Abdoulaye Thiam    |                       |                 |
| 1999  | Abdoulaye Thiam    |                       |                 |
| 2000  | Abdoulaye Thiam    |                       |                 |
| 2001  | Abdoulaye Thiam    | Macoumbia Diop        | Michael Barboza |
| 2002  | Abdoulaye Thiam    | Macoumbia Diop        | Michael Barboza |
| 2012  | Malick Thiam       | Oumar Guèye           | Modou Faye      |
| 2014  | Abdoulaye Thiam    |                       |                 |
| 2015  | Bécaye Traoré      | Malick Thiam          | Oumar Guèye     |
| 2017, | Guy Antoine Diandy | Oumar Guèye           | Malick Thiam    |
| 2019  | Fallou Mbow        | Lamine Faye           | Mbaye Mor Diop  |
| 2021  | Jean Ousmane Sené  | Oumar Guèye           | Bakary Seck     |
| 2022  | Saliou Ndour       | Ousmane Cissé         |                 |
| 2023  | Massamba Sarr      | Mbaye Boye            | Ndiogou Ndiaye  |
| 2025  | Cheikhouna Cissé   | Serigne Saliou Ndiaye | Amadou Diagne   |

### Femmes
| Année | Vainqueur   | Deuxième | Troisième |
| ----- | ----------- | -------- | --------- |
| 2023  | Anta Ndiaye |          |           |

### Juniors Hommes
| Année | Vainqueur | Deuxième | Troisième |
| ----- | --------- | -------- | --------- |
| 2023  | Alé Dieng |          |           |